# Цеґли
Цеґли (пол. Cegły) — село в Польщі, у гміні Острув-Велькопольський Островського повіту Великопольського воєводства.
Населення — 206 осіб (2011).

## Демографія
Демографічна структура станом на 31 березня 2011 року:
|          | Загалом | Допрацездатний вік | Працездатний вік | Постпрацездатний вік |
| -------- | ------- | ------------------ | ---------------- | -------------------- |
| Чоловіки | 97      | 20                 | 68               | 9                    |
| Жінки    | 109     | 36                 | 51               | 22                   |
| Разом    | 206     | 56                 | 119              | 31                   |